# Astragalus erioceras
Astragalus erioceras es una especie de planta del género Astragalus, de la familia de las leguminosas, orden Fabales.

## Distribución
Astragalus erioceras se distribuye por Kazajistán (Mangyshlak), Turkmenistán (Krasnovodsk) y Uzbekistán (Karakalpakia).

## Taxonomía
Fue descrita científicamente por Fisch. & C. A. Mey. Fue publicado en Flora Rossica 1: 626, 1842.